# Sněhurka a sedm trpaslíků (film, 1933)
Sněhurka a sedm trpaslíků je československý pohádkový film z roku 1933. Film byl natočen pouze v exteriérech a byl dodatečně ozvučen.

## Děj
Zlá královna má kouzelné zrcadlo. Každý den se ho ptá, kdo je na světě nejkrásnější. Jednoho dne jí zrcadlo odpoví, že nejkrásnější je Sněhurka, královnina nevlastní dcera. Královna pošle svého lovčího, aby zabil Sněhurku. Ten to nedokáže a nechá Sněhurku utéct. Sněhurka najde jeskyňku, ve které bydlí sedm trpaslíků. Zlá královna se poté, co jí zrcadlo řekne, že Sněhurka žije, v přestrojení vydává za Sněhurkou s otráveným pasem. Trpaslíci Sněhurku zachrání. Podruhé královna přijde s otráveným hřebenem. Trpaslíci ji opět zachrání. Potřetí královna přijde s otráveným jablkem. Trpaslíci už ale nic nezmůžou. Uloží proto Sněhurku do skleněné rakve. Najde jí však princ Jasmín, který ji polibkem vzbudí a odveze si ji na zámek jako svou manželku.

## Obsazení
- Helena Kubalíková - Sněhurka
- Ella Šárková - Zlá královna
- František Bubla - Princ Jasmín
- Antonín Frič - Lovčí
- Dagmar Kmínková - Tlustý trpaslík
- Baletní dětský soubor Bublovy taneční školy - Trpaslíci
- Režie a scénář - Oldřich Kmínek
- Hudba  - Antonín Maria  Nademlejnský
- Kamera - Josef  Bulánek
- Výprava - Štěpán Kopecký